# Ana Torralva Forero
Ana Torralva Forero (San Fernando, 1957) és una fotògrafa espanyola.
Es trasllada a Cartagena als huit anys, on aprén fotografia de la mà de son pare, que n'era aficionat. El 1979 estudia pintura a València i es llicencia a la Complutense el 1986. Va ser editora gràfica a Diario de Valencia i treballa a Ajoblanco, Valencia Semanal, El País i col·labora amb Babelia, tasca que compagina amb la docència a la Universitat de Salamanca.
Des del 1979 ha exposat tant individual com col·lectivament i destaquen els seus treballs fotogràfics dedicats al flamenc.